# Himarmene
Himarmene (Ἑιμαρμενη) es una diosa de la mitología griega personificación del hado o destino en su sentido de sucesión ordenada de las causas y efectos o, en un sentido más general, del destino del universo como todo, en oposición al destino individual de los seres. Al parecer, su nombre fue un sinónimo de otros términos griegos para el destino, tales como Aesa, Moira, Moros, Ananke, Adrastea y Pepromene. Los órficos dicen que el demiurgo (Zeus) fue criado por Adrastea, se unió a Ananque y fue padre de Himarmene. Himarmene, en cuanto significación del destino, tuvo una gran importancia dentro del gnosticismo y el estoicismo.

## Etimología
Se postulan diversos posibles orígenes para el nombre Himarmene; se señala podría derivarse del griego antiguo ειρειν (eirein), que significa "atar", implicando el significado de que cada evento y cada persona están atados o sujetos al mismo destino. También podría tratarse del participio del verbo griego μείρεσθαι (meiresthai, "recibir conforme a la suerte de uno"), del cual deriva de la misma raíz que Moira ("destino"). 

## Otros usos
El término "Himarmene" (personificado o no) fue ampliamente utilizado en el estoicismo griego, el gnosticismo, y otras sectas religiosas. Dentro de la estoa, por ejemplo, es clásica la definición que hacía Cicerón:

Llamo destino (fatum) a los que los griegos llaman himarmene, es decir, el orden de la serie de causas, cuando una causa ligada a otra produce de ella misma un efecto. [...] Se comprende entonces que el destino no es entendido como superstición, sino lo que dice la ciencia, a saber, la causa eterna de las cosas, en virtud de la cual llegaron a ser los hechos del pasado, son los hechos del presente y serán los del futuro.
Fatum autem id appello, quod Graeci Ἑιμαρμενη, id est ordinem seriemque causarum, cum causae causa nexa rem ex se gignat. Ea est ex omni aeternitate fluens veritas sempiterna. Quod cum ita sit, nihil est factum quod non futurum fuerit, eodemque modo nihil est futurum cuius non causas id ipsum efficientes natura contineat.
De divinatione, Cicerón.

Dentro del hermetismo himarmene era tomado como el destino otorgado por el influjo de los astros o alguna otra deidad regente de los mismos.